# Concepte d'evolució hologenòmica
El concepte d'evolució hologenòmica, també anomenat teoria hologenòmica de l'evolució (de l'anglès, hologenome theory of evolution) és una hipòtesi biològica segons la qual els animals i plantes (macroorganismes, organismes pluricel·lulars) han de ser concebuts com una comunitat d'organismes de diferents espècies o holobionts, entitats que englobarien tant l'animal o planta, com el conjunt de microorganismes que constitueixen el seu microbiont. El hologenoma, en conseqüència, seria el conjunt dels genomes de tots els organismes que componen el holobiont. El concepte d'evolució hologenòmica estipula que el holobiont és una unitat de selecció biològica, i que el hologenoma codifica els trets fenotípics de l'holobiont, sota el supòsit que els hologenomes es transmeten intergeneracionalment amb suficient fidelitat. La teoria suposa un important canvi conceptual en la manera tradicional de pensar els processos evolutius, afegint nous processos que poden generar variació biològica i que podrien ser potencialment seleccionats. Entre aquests, destaquen la possibilitat d'adquirir nous microbis de l'ambient, la transferència genètica horitzontal o la amplificació microbiana (canvis en l'abundància de microorganismes en el microbiont).

## Origen de la hipòtesi
El 1990 Lynn Margulis usa el terme "holobiont", per referir-se a la unitat formada per un organisme pluricel·lular i el seu simbiont primari. El terme s'usa en el context d'una discussió sobre la reproducció sexual, en què Margulis argumenta que, igual que ocorre en la reproducció sexual, en què la unió de gàmetes provinents de diferents individus genera un nou organisme, en les associacions simbiòtiques es produeix una fusió anàloga d'organismes anteriorment independents que s'uneixen per formar un nou individu biològic, de caràcter emergent pel que fa als organismes que l'integren.
Posteriorment, al setembre de 1994, Richard Jefferson introdueix per primera vegada el terme "hologenoma" en una presentació al laboratori Cold Spring Harbor. En el moment en què se celebrés el simposi, un gran nombre de microorganismes molt diversos havia estat descobert a la llum de les tècniques PCR d'amplificació de l'ARN ribosòmic 16S. No obstant això, la interpretació de les observacions era confusa, i la major part dels estudis la atribuïen a la contaminació de les mostres de l'ADN estudiat (majoritàriament, mostres de mamífers i plantes). En clara oposició als seus socis, Jefferson argumentaria que no es tractava de contaminació, sinó que els rastres d'ARN bacterians eren components essencials de les mostres que reflectien la composició genètica dels organismes estudiats i que, per tant, les capacitats adaptatives dels organismes només podien entendre en el context del "hologenoma".
Més d'una dècada després, el 2008, Eugene Rosenberg i Zilber-Rosenberg derivarien de manera independent el concepte de hologenoma i proposarien la teoria hologenòmica de l'evolució. La teoria era una generalització de les seves observacions en l'estudi dels corals, en concret en l'estudi del fenomen conegut com a decoloració del corall]. En aquest estudi, els autors partien dels fets anteriorment demostrats que la decoloració del corall Oculina patagonica era una conseqüència de la pèrdua del seu simbiont zooxantella ocasionada per una infecció per Vibrio shiloi. A partir d'aquestes dades, argumentaven que la resistència a la infecció per V. shiloi recentment trobada en els corals es devia no a factors genètics d'O patagonica, sinó a la seva interacció amb una nova estructura microbiòtica que el protegia de contaminacions per part de l' patogen. A partir d'aquí, derivaven la hipòtesi del corall probiòtic, segons la qual no és el corall en si, sinó el holobiont (amb tots els microorganismes de la seva microbiota), en què actua com a unitat biològica susceptible d'adaptar-se i, per tant, de ser seleccionada.
Des de la seva introducció, la teoria s'ha aplicat a diferents organismes, arribant a estendre a tots els organismes pluricel·lulars. Una revisió completa de la hipòtesi pot trobar-se en l'obra conjunta d'Eugene Rosenberg i Ilana Zilber-Rosenberg, The Hologenome Concept: Human, Animal and Plant Microbiota.

### Evidència en corals
La primera articulació explícita del concepte d'evolució hologenòmica per part d'Eugene Rosenberg i ZIlber-Rosenberg es basava completament en les seves observacions en sobre l'evolució dels corals i, més concretament, en la seva hipòtesi probiòtica del corall (en anglès coral probiotic hypothesis).
La hipòtesi buscava explicar les causes de l'èxit evolutiu dels corals, en concret la seva adaptació a ambients ràpidament canviants. Des de feia anys, els esculls de corall de la Mediterrània patien un fenomen conegut com a "decoloració del corall", pel qual perdien la seva habitual pigmentació viva i es tornaven de color blanquinòs. El 1994, aplicant els postulats de Koch, s'havia determinat que l'agent causant de la malaltia era el bacteri Vibrio shiloi. Els corals estudiats per Rosenberg i el seu equip, en canvi, ja no apareixien contaminats pel bacteri (tot i estar contaminats per altres bacteris que seguien causant la decoloració), la qual cosa indicava que els corals havia trobat els mecanismes biològics necessaris per a combatre la infecció.
No obstant això, la sorpresa per aquests investigadors ve per una doble via. D'una banda, els corals són organismes que viuen durant molt de temps, arribant fins i tot a viure per dècades, el que suggereix que la possibilitat que desenvolupin canvis genètics que els permetin lliurar-se de la infecció són molt baixes o nul·les. D'altra banda, els corals no tenen un sistema immunitari adquirit, el que feia impossible que haguessin desenvolupat les defenses necessàries per lliurar-se de la infecció, excepte a escales evolutives. Aquests dos fenòmens plantegen la qüestió sobre les raons per les quals els corals han adquirit resistència al V. shiloi.
La hipòtesi probiòtica del corall explica aquesta paradoxa de la següent manera: 
Els corals no són sinó holobionts, entitats biològiques que engloben tant al coral, com a tota la seva comunitat de microorganismes simbiòtics. A partir d'aquí, argumenten que el fenotip del corall (inclosa la seva resistència a infeccions) és el resultat de la interacció dinàmica de tots els organismes que engloben l'holobiont. D'aquesta manera, les adaptacions poden resultar no només de canvis en el genoma del corall, sinó també a través d'altres fenòmens que afecten l'estructura de la microbiota: mutacions en alguns dels simbionts, adquisició de nous simbionts, amplificació microbiota, etc. Així doncs, si els corals són holobionts, el desenvolupament de la immunitat al V. shiloi és possible a escales diferents de l'escala evolutiva, tal com s'observa.

## Concepció teòrica

### Definició
La teoria hologenòmica de l'evolució, en la seva versió forta, es defineix com una concatenació d'hipòtesi sobre la individualitat dels macroorganismes. Rosenberg i Zilber-Rosenberg presenten el concepte d'evolució hologenòmica de la següent manera:
| «                                    | "L'holobiont (hoste + microbiota), amb el seu hologenoma (gens de l'hoste + microbioma) és una entitat biològica única, que el conjunt de les interaccions dinàmiques dins del holobionte donen lloc al genotip i al fenotip dels organismes tal com els coneixem. La concepció hologenòmica de l'evolució estipula que l'holobiont (...), mentre que és una entitat biològica única, és també una unitat de selecció" | » |
| — Rosenberg & Zilber-Rosenberg, 2013 | |   |

 La teoria s'articula al voltant de quatre principis bàsics:
1. Tots els animals i plantes alberguen un nombre molt abundant i variat de microorganismes, que en conjunt constitueixen el seu microbiota, i han de ser considerats per tant holobionte.
2. L'hoste (macroorganisme) juntament amb el seu microbioma, és a dir el holobiont, funciona normalment com una entitat biològica discreta des del punt de vista anatòmic, metabòlic, immunològic, ontogenètic i evolutiu.[24][25]
3. Una fracció significativa del genoma del microbioma es transfereix intergeneracionalment juntament amb el genoma del macroorganisme, transmetent-se per tant les seves propietats a l'holobiont.
4. La variació genètica en el hologenoma pot resultar: 
  1. de canvis en el genoma de l'hoste,
  2. de canvis en la microbiota.
5. Com el genoma del microbioma pot ajustar-se més ràpidament i per més mitjans que el genoma de l'hoste als canvis ambientals, l'hologenoma pot tenir un paper fonamental en l'adaptació i en l'evolució de l'holobiont.

Aquests principis, presentats per Eugene Rosenberg i Zilber-Rosenberg en diferents treballs, solen complementar-se amb una llista de deu clarificacions sobre el concepte d'evolució hologenòmica elaborades per Seth Bordenstein i Kevin Theis:
1. Els holobionts i els hologenomes són unitats d'organització biològica.
2. Els holobionts i els hologenomes no són òrgans, ni superorganismes, ni metagenomes.
3. L'hologenoma és un sistema genètic comprensiu.
4. El concepte d'evolució hologenòmica rescata algunes elements de l'evolució lamarckiana.[27]
5. La variació hologenòmica integra tots els mecanismes de la mutació.
6. L'evolució hologenòmica pot comprendre suposant l'existència d'una equivalència entre els gens en un genoma i els microorganismes en un microbioma.
7. La concepció de l'evolució hologenòmica encaixa perfectament amb la genètica i s'acomoda la teoria de la selecció múltiple.
8. L'hologenoma es modela tant per selecció natural com per evolució neutral.
9. L'especiació hologenòmica uneix la genètica amb la simbiosi.
10. Ni els holobionts ni els hologenomes canvien les regles de la evolució biològica.

### Evidència empírica a favor de la hipòtesi

#### Mortalitat dels híbrids en les espècies del gènereNasonia
En un estudi pioner en el seu intent d'aplicar el concepte d'evolució hologenòmica a l'estudi de fenòmens d'especiació, els biòlegs Robert Brucker i Seth Bordenstein van realitzar una sèrie d'experiments amb diferents vespes de la família Nasonia i van especular que la mortalitat dels híbrids podria ser resultat de l'existència de conflictes epistàtics en els hologenomas que es creuaven per donar lloc a l'híbrid. En el seu treball, els autors partien de l'existència de divergències taxonòmiques entre els microbiomes de les diferents espècies de Nasonia, que semblaven recapitular la història evolutiva del seu hoste (fenomen conegut com a "filosimbiosis"), el que feia plausible la hipòtesi d'una possible coevolució. A partir d'aquí, Brucker i Bordenstein argumentaven que la mortalitat dels híbrids havia de ser una conseqüència de la incompatibilitat generada en els hologenomes híbrids, entre els gens de l'hoste i els gens del microbioma.

#### Aparició de dietes adaptativament complexes: el cas de la hematofagia en el vampir comú
El concepte d'evolució hologenòmica s'ha utilitzat recentment per explicar l'aparició de trets adaptativament complexos, com en cas de la hematofagia al vampir comú. En un estudi liderat per Lisandra Z. Mendoza i Z. Xiong, els autors argumenten que tant els perfils funcionals del vampir comú com els de la seva microbiota codifiquen trets essencials per afrontar els reptes que planteja una dieta hematofàgica. En el seu cas concret, el concepte d'evolució hologenòmica és emprat per explicar l'existència d'adaptacions complexes, l'origen no és atribuïble de manera exclusiva al genoma de l'hoste.

## Crítiques

### Crítiques a l'evidència originària en els corals
Les primeres reaccions als treballs de Rosenberg i Zilber-Rosenberg van ser gairebé immediates. En un breu comentari aparegut a Nature uns mesos després de la publicació de la hipòtesi del corall probiòtic, William Leggat i els seus col·laboradors argumenten: 
1. que V. shiloi no és la principal causa de la decoloració dels corals;
2. que no existeix cap evidència empírica que doni suport a la tesi que els bacteris tenen un paper fonamental en cap dels esdeveniments massius de decoloració;
3. que els autors no haurien tingut en compte la possibilitat que el fenomen sigui conseqüència del dany que les elevades temperatures del mar ocasiona en les zooxantel·les que viuen en simbiosi amb els corals.[32]

Cap d'aquestes dades, però, és rellevant per refutar el concepte d'evolució hologenómica, tal com van respondre els mateixos autors. En concret: 
1. els autors saben que hi ha altres causes de la decoloració a part de V. shiloi, cosa que no contradiria la seva hipòtesi;
2. la raó a la qual es deuen els fenòmens de decoloració massiva són desconeguts;
3. els esdeveniments d'estrès que donen lloc a la pèrdua de la zooxantel·les també ocasionen una alteració global en la microbiota, amb la qual cosa no pot dir-se de manera decisiva que la pèrdua del Symbiodinium sigui la causa de la decoloració.